# Арикбалицький сільський округ (Айиртауський район)
Арикбали́цький сільський округ (каз. Арықбалық ауылдық округі, рос. Арыкбалыкский сельский округ) — адміністративна одиниця у складі Айиртауського району Північноказахстанської області Казахстану. Адміністративний центр — село Арикбалик.
Населення — 3065 осіб (2021; 4622 у 2009, 6530 у 1999, 8140 у 1989).
Станом на 1989 рік існували Арикбалицька сільська рада (села Арикбалик, Цілинне, селище Горний) та Златогорська сільська рада (села Златогорка, Наслідниковка, Маденієт) Арикбалицького району.

## Склад
До складу округу входять такі населені пункти:
| Населений пункт      | Старі назви   | Населення, осіб (1989) | Населення, осіб (1999) | Населення, осіб (2009) | Населення, осіб (2021) |
| -------------------- | ------------- | ---------------------- | ---------------------- | ---------------------- | ---------------------- |
| Агинтай-батира, село | Златогорка    | 996                    | 1015                   | 660                    | 392                    |
| Арикбалик, село      | -             | 5480                   | 4010                   | 2851                   | 2050                   |
| Баян, село           | Наслідниковка | 324                    | 305                    | 219                    | 139                    |
| Горне, село          | Горний        | 272                    | 239                    | 202                    | 95                     |
| Карасай-батира, село | Маденієт      | 383                    | 479                    | 446                    | 259                    |
| Цілинне, село        | -             | 685                    | 482                    | 244                    | 130                    |